# Puducherry
Puducherry (Tamil புதுச்சேரி Putuccēri [ˈpud̪ɯʧeːɾi]) oder Pondicherry, deutsch auch Pondicherri, französisch Pondichéry, (Tamil: பாண்டிச்சேரி Pāṇṭiccēri [ˈpaːɳɖiʧeːɾi]) ist eine Großstadt in Südindien, am Golf von Bengalen, 135 Kilometer südlich von Chennai (Madras). Bei der Volkszählung von 2011 hatte sie rund 245.000 Einwohner, während in der gesamten Agglomeration etwa 660.000 Menschen lebten. Puducherry ist die Hauptstadt des gleichnamigen Unionsterritoriums und bildet eine Enklave im Gebiet des Bundesstaats Tamil Nadu. Von 1673 bis 1954 gehörte die Stadt zu Französisch-Indien, das von hier aus regiert wurde. Der Einfluss Frankreichs ist bis heute spürbar. Puducherry ist bekannt für sein europäisch anmutendes Stadtbild und den Sri Aurobindo Ashram.

## Name

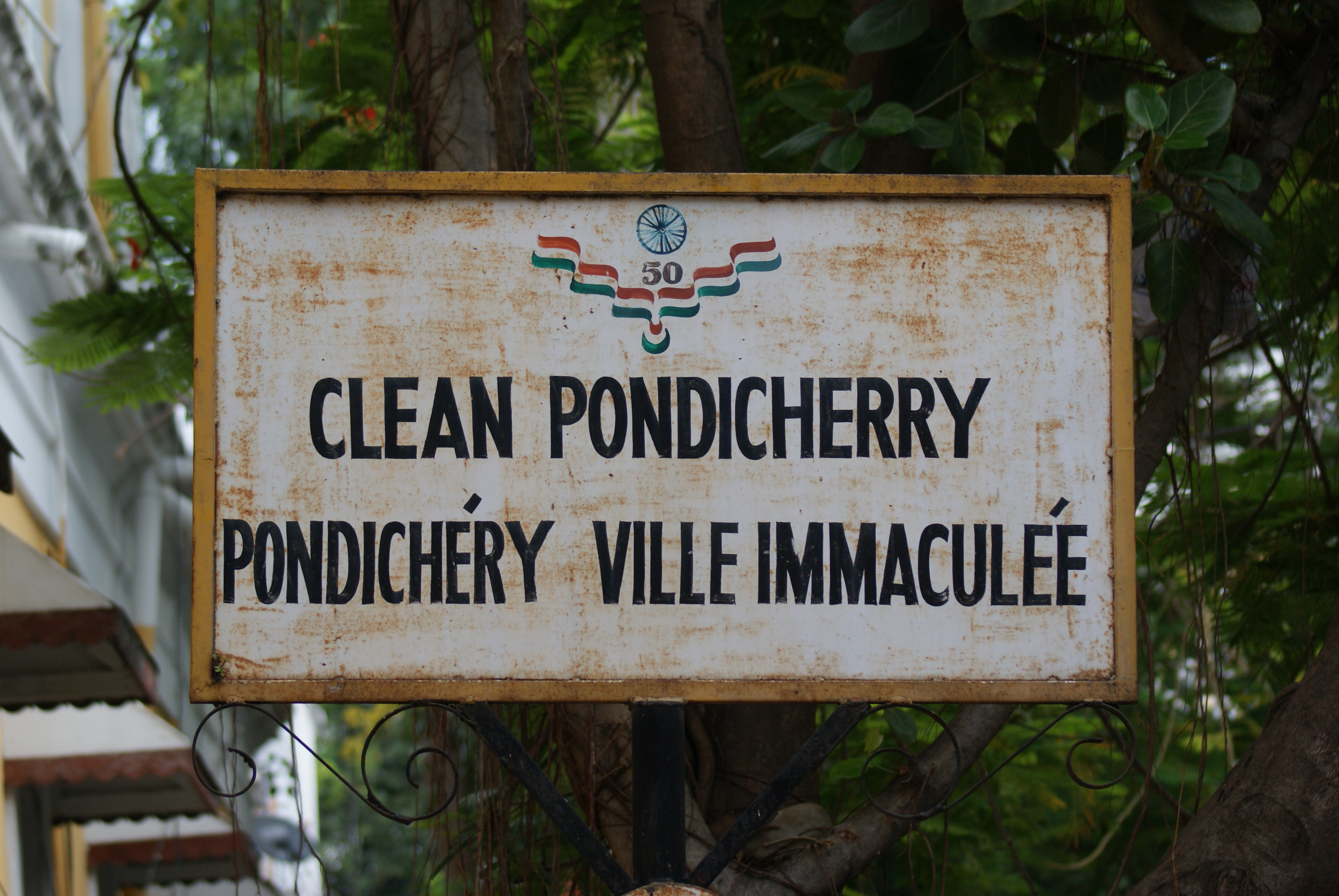
Straßenschild mit dem (alten) Namen der Stadt auf Englisch und Französisch

Der Name Puducherry (புதுச்சேரி) bedeutet in der lokalen Sprache Tamil „neues Dorf“. Während der Kolonialzeit wandelte sich dieser Name in Pondicherry (engl.) bzw. Pondichéry (frz.). Diese Bezeichnung wurde auch in das Tamilische (பாண்டிச்சேரி) übernommen. Mit dem Pondicherry (Alteration Of Name) Act vom 13. September 2006 wurden Stadt und Unionsterritorium offiziell in Puducherry (englisch) bzw. Poudouchéry (französisch) umbenannt. Diese Namensänderung steht im Zusammenhang mit einer Reihe von Umbenennungen indischer Städte, bei denen die kolonialzeitlichen Namensformen ersetzt wurden (vgl. die Umbenennung von Bombay in Mumbai oder Madras in Chennai). Der neue Name hat sich im allgemeinen Sprachgebrauch bislang aber noch kaum durchsetzen können. Im Tamilischen ist alternativ auch die Kurzform Puduvai (புதுவை) gebräuchlich. Umgangssprachlich wird die Stadt oft kurz Pondy genannt.

## Geografie

### Lage

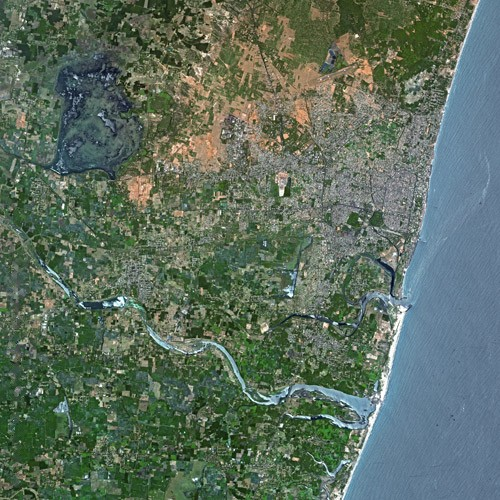
Satellitenbild von Puducherry und Umgebung

Puducherry liegt im Süden Indiens rund 135 Kilometer südlich von Chennai an der Koromandelküste am Golf von Bengalen. Die nächstgelegenen Städte sind Cuddalore ca. 20 Kilometer südlich und Viluppuram ca. 35 Kilometer landeinwärts. Puducherry liegt auf Meereshöhe im flachen Schwemmland der Küstenebene. Südlich der Stadt mündet der Fluss Gingee mit den Mündungsarmen Ariankuppam und Chunnambar ins Meer.
Die Stadt Puducherry hat eine Fläche von 19,46 Quadratkilometern. Der Ballungsraum reicht über die Grenzen des administrativen Stadtgebiets von Puducherry hinaus. Er hat eine Fläche von 85 Quadratkilometern und umfasst auch die Stadt Ozhukarai (Oulgaret) sowie Teile der Kommunen Ariankuppam und Villiannur. Zusammen mit diesen sowie weiteren eher ländlich strukturierten Gebieten im Umland gehört die Stadt zum Distrikt Puducherry. Dieser hat eine Fläche von 290 Quadratkilometern.
Der Distrikt Puducherry ist neben Karaikal, Mahe und Yanam einer von vier räumlich voneinander getrennten Distrikten des Unionsterritoriums Puducherry. Er bildet eine Enklave im Gebiet des Bundesstaats Tamil Nadu und wird vom Gebiet der Distrikte Viluppuram und Cuddalore umgeben. Die Grenzziehung zu Tamil Nadu ist äußerst komplex: Der Distrikt Puducherry besteht aus zahlreichen zersplitterten Exklaven, die ihrerseits wiederum teilweise zu Tamil Nadu gehörige Enklaven einschließen.

### Topografie

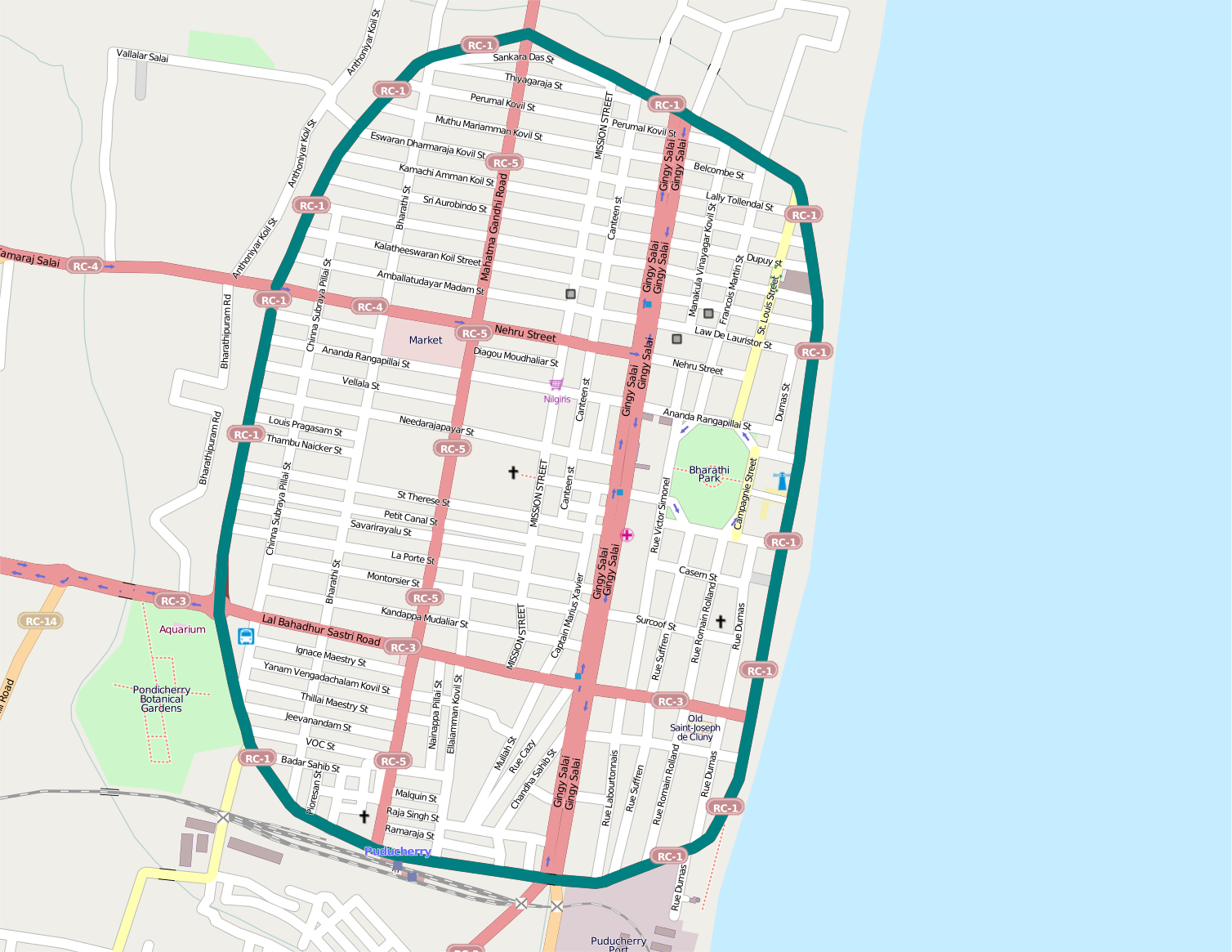
Karte der Kernstadt Puducherrys: Die Ringstraße in Flaschengrün, Hauptverkehrsstraßen in Rot

Die Kernstadt Puducherrys hat auf der Landkarte annähernd die Form eines Ovals mit einer maximalen Ausdehnung von ca. 1,9 Kilometern in Nord-Süd- und 1,2 Kilometern in Ost-West-Richtung. Es wird von einer Ringstraße umgeben, welche die Straßenzüge Subbaiah Salai (South Boulevard), Anna Salai (West Boulevard), Sardar Vallabhbhai Patel Road (North Boulevard) und Goubert Salai (Beach Road) bilden, und grenzt im Osten an das Meer. Zur See hin ist die Stadt durch einen zwei Kilometer langen, an der Seeseite durch Granitblöcke verstärkten Uferdamm geschützt. Der von der Ringstraße umschlossene Innenstadtbereich wird verbreitet Boulevard Town genannt. Innerhalb der Ringstraße folgen die Straßen einem regelmäßigen Schachbrettmuster. Ein in Nord-Süd-Richtung entlang der Straße Gingy Salai (Canal Road) verlaufender Kanal teilt Puducherry in zwei Teile, die in der Kolonialzeit als „weiße“ und „schwarze“ Stadt galten. Der östliche, French Quarter genannte Teil zwischen Kanal und Meer ist mit seinen Kolonialbauten und ruhigen, baumbestandenen Straßen deutlich europäisch geprägt. Der Westteil der Stadt mit den Hauptgeschäftsstraßen Mission Street (auch: Cathedral Street), Mahatma Gandhi Road und Nehru Street unterscheidet sich hingegen kaum von anderen indischen Städten.
Die äußeren Gebiete der Stadt sind größtenteils erst in der zweiten Hälfte des 20. Jahrhunderts entstanden. Sie sind meist ungeplant gewachsen und weisen daher keinen genauso regelmäßigen Stadtgrundriss auf wie die Kernstadt.

### Stadtgliederung
Puducherry ist in 42 Stadtviertel (wards) unterteilt. Diese sind identisch mit den statistischen Zensus-Gebieten (census tracts). Die Stadtviertel 1–10 liegen im Norden der Stadt, 11–19 bilden die Innenstadt (Boulevard Town) und die restlichen Stadtviertel liegen westlich oder südlich der Innenstadt.

Karte der Stadtviertel Puducherrys

| 1. Debassynpet 2. Muthialpet, West 3. Muthialpet, East 4. Solai Nagar 5. Vaithikuppam 6. V.O.C. Nagar 7. Ramakrishna Nagar 8. Thiruvalluvarnagar 9. Parimalamudaliar Thottam 10. Kuruchikuppam 11. Perumal Koil 12. Raj Bhavan 13. Calve College 14. Cassicade | 1. Kulathumedu 2. Cathedral 3. Chinnakadai 4. Veeraveli 5. Periapalli 6. Vambakeerapalayam 7. Colas Nagar 8. Nethaji Nagar 9. Vanarapet 10. Goubert Nagar 11. Thirumudi Nagar 12. Ilango Nagar 13. Pillai Thottam 14. Pudupa | 1. Kuyavar Nagar 2. Sakthi Nagar 3. Anna Nagar 4. Oreanpet 5. Periyar Nagar 6. Netlima Nagar 7. Bharathidasan Nagar 8. Mudaliarpet 9. Viduthalai Nagar 10. Keerapalayam 11. Thengaithittu 12. Nainarmandapam 13. Murungapakkam 14. Kombakkam |

### Klima
In Puducherry herrscht ein wechselfeuchtes Tropenklima vor. Das Klima ist ganzjährig feucht-heiß und wird nur durch gelegentliche Meeresbrisen erträglicher. Die Jahresmitteltemperatur beträgt 28,3 °C. Die Temperaturen unterliegen dabei im Jahresverlauf nur geringen Schwankungen: Der wärmste Monat ist der Juni mit einer Durchschnittstemperatur von 32,1 °C, der kühlste der Januar mit 24,5 °C. Die Niederschlagsverhältnisse werden in Puducherry wie in ganz Indien maßgeblich vom Monsun beeinflusst. Anders als im größten Teil des Landes ist an der Südostküste die Hauptregenzeit der Winter- oder Nordostmonsun, der von Oktober bis Dezember ergiebige Regenfälle mit sich bringt. In diesen drei Monaten fällt mehr als die Hälfte des Jahresniederschlag von 1.171 Millimetern. Auch während des Sommermonsuns von Juli bis September kommt es zu Regenfällen, die Niederschlagsmengen sind aber geringer. Während der Trockenzeit zwischen Januar und Juni regnet es kaum.
|                       | Jan  | Feb  | Mär  | Apr  | Mai  | Jun  | Jul  | Aug   | Sep   | Okt   | Nov   | Dez   |   |         |
| Mittl. Tagesmax. (°C) | 29,7 | 30,8 | 32,3 | 34,2 | 37,1 | 36,9 | 36,0 | 35,5  | 34,4  | 32,2  | 30,2  | 29,5  | ⌀ | 33,2    |
| Mittl. Tagesmin. (°C) | 20,5 | 21,3 | 23,3 | 25,9 | 26,8 | 26,5 | 26,1 | 25,5  | 25,0  | 24,2  | 22,8  | 21,2  | ⌀ | 24,1    |
|                       |      |      |      |      |      |      |      |       |       |       |       |       |   |         |
| Niederschlag (mm)     | 15,5 | 30,8 | 25,7 | 28,8 | 64,9 | 55,7 | 57,8 | 118,4 | 128,2 | 252,3 | 356,6 | 292,7 | Σ | 1.427,4 |
|                       |      |      |      |      |      |      |      |       |       |       |       |       |   |         |
| Regentage (d)         | 1,5  | 1    | 0,8  | 0,7  | 2,5  | 3,9  | 7,4  | 8,7   | 7,8   | 10,8  | 12,1  | 7,9   | Σ | 65,1    |

| 20,5 |

| 21,3 |

| 23,3 |

| 25,9 |

| 26,8 |

| 26,5 |

| 26,1 |

| 25,5 |

| 25,0 |

| 24,2 |

| 22,8 |

| 21,2 |

| 20,5 |

| 21,3 |

| 23,3 |

| 25,9 |

| 26,8 |

| 26,5 |

| 26,1 |

| 25,5 |

| 25,0 |

| 24,2 |

| 22,8 |

| 21,2 |

## Geschichte

### Altertum

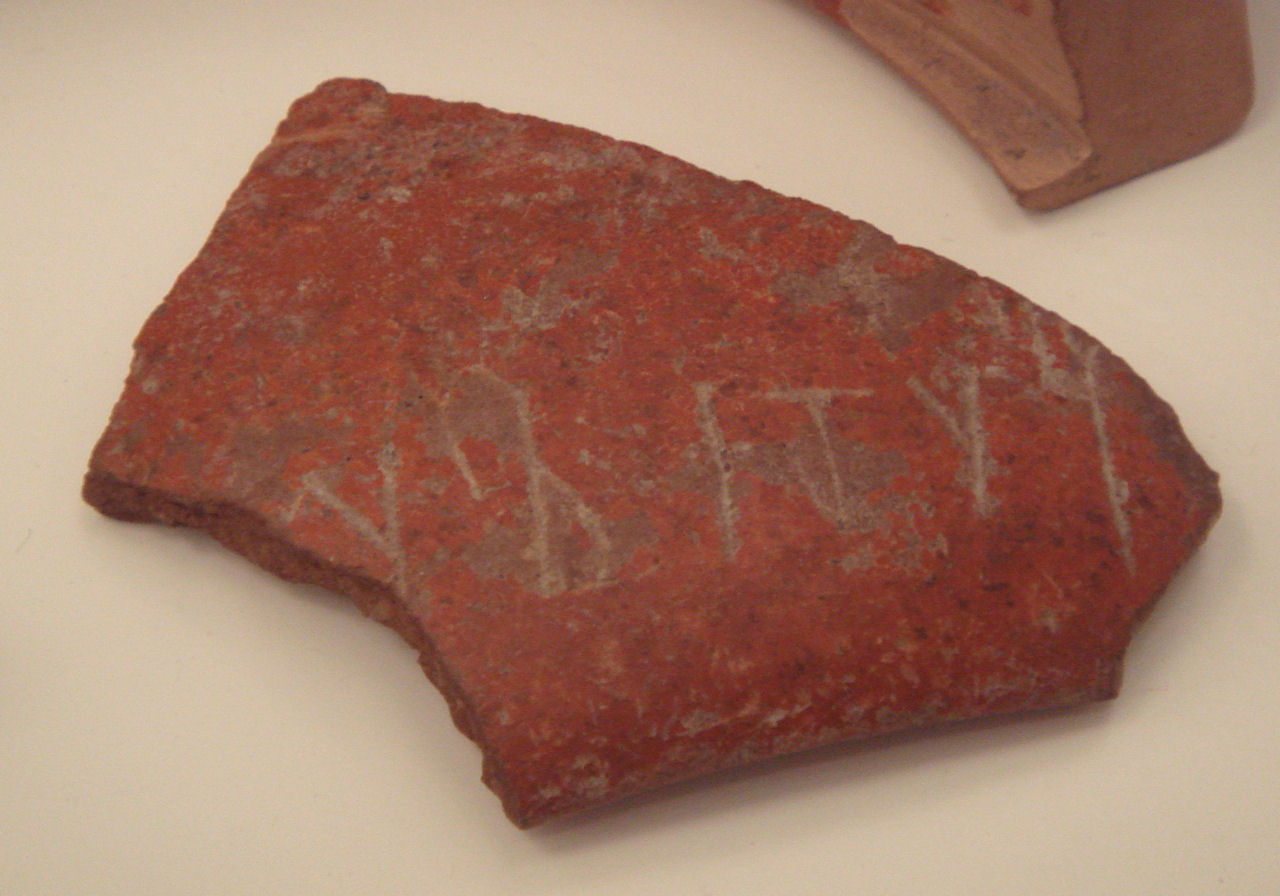
In Arikamedu ausgegrabene römische Keramik (1. Jahrhundert, Musée Guimet)

Die Geschichte Puducherrys reicht bis ins Altertum zurück: An der Stelle des Dorfs Arikamedu wenig südlich des heutigen Puducherry befand sich zwischen dem 2. Jahrhundert v. Chr. und dem 2. Jahrhundert n. Chr. ein bedeutender Hafen, von dem aus reger Handel mit dem Römischen Reich betrieben wurde. Bei Ausgrabungen in den 1940er Jahren wurden in Arikamedu größere Mengen römischer Keramik gefunden, die die Bedeutung des Ortes für den Fernhandel bezeugen. Der Fundort Arikamedu wird mit dem Ort namens Poduke bzw. Poduca identifiziert, der in antiken Quellen (der Periplus Maris Erythraei und der Geographike des Claudius Ptolemäus) erwähnt wird.
Über die weitere Geschichte Puducherrys ist bis zum Beginn der Kolonialzeit kaum etwas bekannt. Berichte vom mythischen Weisen Agastya, der in Puducherry einen Ashram gegründet haben soll, sind jedenfalls rein legendär. Auch dass Puducherry, wie oft kolportiert wird, unter dem Namen Vedapuri ein Zentrum der vedischen Gelehrsamkeit gewesen sein soll, ist historisch nicht nachweisbar. Sicher ist nur, dass der Raum Puducherry unter der Herrschaft wechselnder Dynastien stand: Spätestens im 6. Jahrhundert kam er unter die Kontrolle der Pallava-Dynastie, die von Kanchipuram aus über das nördliche Tamil Nadu herrschte. Ab dem 10. Jahrhundert wurde das Gebiet von den Cholas, ab dem 13. Jahrhundert dann von den Pandyas beherrscht. Nach den Wirren, die auf eine muslimische Invasion aus dem Norden und der Errichtung des kurzlebigen Sultanats von Madurai folgten, kam die Gegend von Puducherry im 14. Jahrhundert unter die Kontrolle des Vijayanagar-Reichs, das über große Teile Südindiens herrschte. Die Vijayanagar-Herrscher setzten in Gingee Militärstatthalter (Nayaks) ein, die auch das Gebiet von Puducherry kontrollierten. 1649 wurde Gingee vom Sultanat Bijapur eingenommen.

### Kolonialzeit

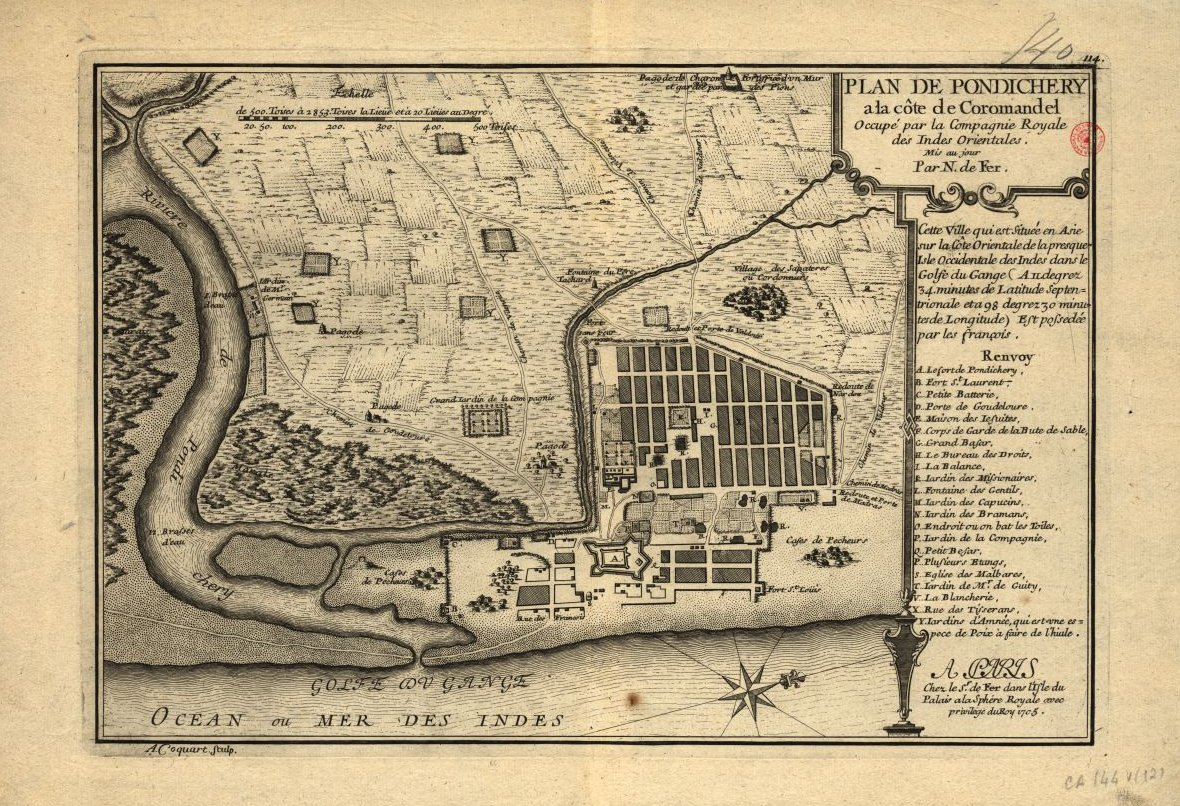
Karte Puducherrys im Jahr 1705

1670 lief eine große französische Flotte unter dem Kommando von Admiral Jacob Blanquet de la Haye (1621–1677) in den Indischen Ozean aus. Eines seiner Ziele war, in Trincomalee auf Ceylon einen Handelsstützpunkt einzurichten. Doch dort waren ihm die Niederländer zuvorgekommen. Daraufhin wandte sich Admiral de la Haye nach Indien. Dort verkaufte der Sultan von Bijapur 1673 der Französischen Ostindienkompanie das kleine Küstendorf Puducherry. Damit begann die französische Kolonialzeit in Indien. Bevor Admiral de la Haye nach Frankreich zurücksegelte, setzte er François Martin als Gouverneur ein, der Puducherry ausbauen ließ. Ab 1685 leitete Martin als „Direktor der Koromandelküste“ die Geschäfte der französischen Kolonie auch über die kleine Stadt hinaus. Puducherry entwickelte sich zum Brückenkopf für die wirtschaftlichen Interessen Frankreichs in Indien. Doch dann beeinträchtigten Streitigkeiten mit den Niederländern und Martins früher Tod 1706 das weitere Wachstum des Handels und der Stadt. Die Niederländer, die bereits mehrere Niederlassungen an der Koromandelküste besaßen, eroberten 1693 Puducherry, traten die Stadt aber im Frieden von Rijswijk wieder an die Franzosen ab.
Nach dem Ende der Kriege Ludwigs XIV. wurden die Geschicke der Stadt von Pierre Lenoir (ab 1726) und Benoit Dumas (ab 1735) bestimmt. König Ludwig XV. ernannte 1742 Joseph François Dupleix zum Gouverneur von Puducherry. Durch seine militärischen Erfolge gegen die britischen Truppen weitete Dupleix, „ein Mann von grenzenloser Phantasie, der Gefallen an grandiosen Plänen hatte“, die Kolonie auf die Umgebung der Stadt und Südindien aus. Auch wuchs der Einfluss auf die Fürstentümer der Region. Puducherry war der Mittelpunkt der florierenden Kolonie. Doch beschränkten sich die Kontakte der französischen Kaufleute zum indischen „Hinterland“ und zu Indern zumeist auf den Warenverkehr mit den Banias, den indischen Händlern, und die Anweisungen an die indischen Packer im Hafen. Ansonsten blieben sie mit ihren Rechnungsführern und Schreibern unter sich.
Zum Schutz ihrer Niederlassung bauten die Franzosen die Verteidigungsanlagen aus. Zwischen 1702 und 1704 rissen sie die alte Festung nieder und erbauten eine neue. Von 1724 bis 1747 wurde die ganze Stadt durch einen Festungswall gesichert. So konnte die Stadt 1748 während des Ersten Karnatischen Krieges, von den französischen Truppen unter Dupleix verteidigt, einer Belagerung durch die Briten widerstehen.

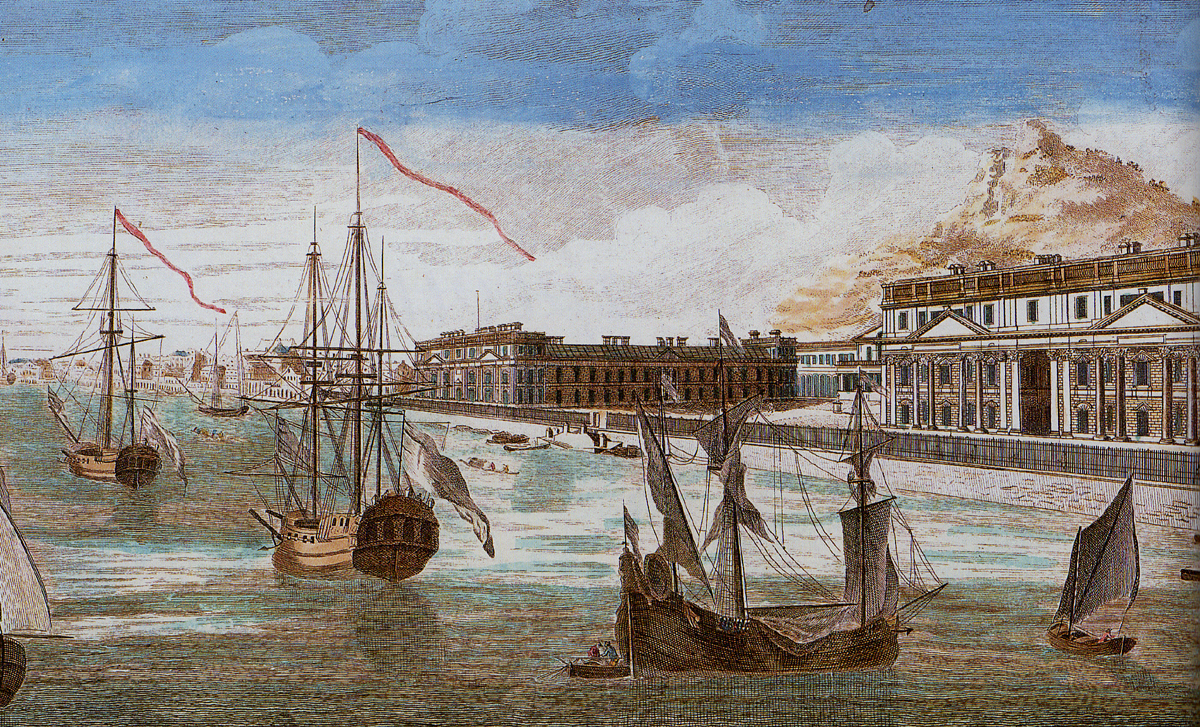
Ansicht von Puducherry, um 1750

Da die Aktionäre der französisch-indischen Gesellschaft weitere Auseinandersetzungen mit Großbritannien vermeiden wollten, wurde Dupleix von seinem Posten abberufen und sein Nachfolger, Godeheu, beauftragt, Friedensverhandlungen mit den Briten zu führen. Der Frieden währte aber nicht lange. Nach einer achtmonatigen Belagerung, bei der General Thomas Arthur de Lally-Tollendal die französischen Verteidiger befehligte, nahmen die Briten am 16. Januar 1761 Puducherry ein. Dabei wurde die Stadt nahezu vollständig zerstört. Ungeachtet der tapferen Verteidigung wurde General Lally-Tollendal in Frankreich der Feigheit und des Verrats bezichtigt und am 6. Mai 1766 hingerichtet; erst 1778 hob der König das Urteil auf und rehabilitierte ihn posthum. Nach dem Pariser Frieden von 1763 gaben die Briten Puducherry 1765 wieder an Frankreich zurück. Nachdem die Stadt zwei weitere Male, von 1778 bis 1781 und während der Koalitionskriege von 1793 bis 1814, von den Briten besetzt worden war, erhielt Frankreich erst 1816 wieder die vollständige Kontrolle über Puducherry, als ein Rest der einst ausgedehnten Kolonie Französisch-Indien. Es wurde Frankreich aber untersagt, militärische Befestigungen zu errichten oder eine Garnison zu unterhalten.
Im 19. Jahrhundert nahm die Bedeutung Puducherrys in dem Maße ab, in dem sich das koloniale Interesse Frankreichs Indochina zuwandte. Nach der Februarrevolution 1848 wurden alle Einwohner Puducherrys zu französischen Staatsbürgern erklärt. In der Dritten Republik erhielten Puducherry und die anderen französischen Kolonien in Indien eine Vertretung im französischen Parlament. Anfang des 20. Jahrhunderts gingen einige indische Nationalisten ins Exil nach Puducherry, da ihnen in Britisch-Indien die Verhaftung drohte. So kam Aurobindo Ghose (Sri Aurobindo) 1910 nach Puducherry, wo er den Sri Aurobindo Ashram gründete. Auch der nationalistische Dichter Subramaniya Bharati, der als Begründer der modernen tamilischen Literatur gilt, lebte von 1908 bis 1918 im Exil in Puducherry.

### Seit der Unabhängigkeit Indiens
Nachdem Indien 1947 die Unabhängigkeit erlangt hatte, wurde in Französisch-Indien ein Jahr später eine Volksabstimmung über den Verbleib bei Frankreich oder den Anschluss an Indien durchgeführt. Die Einwohner Puducherrys entschieden sich dabei ebenso wie in allen anderen französischen Besitzungen außer Chandannagar zunächst für den Verbleib bei Frankreich. In den Folgejahren gewann die pro-indische Bewegung aber an Boden, so dass Puducherry, Karaikal, Mahe und Yanam am 1. November 1954 de facto den Anschluss an Indien vollzogen. Der Vertrag, in dem Frankreich seine Kolonien an Indien abtrat, wurde 1956 abgeschlossen, trat aber erst 1962 nach der Ratifizierung durch das französische Parlament de jure in Kraft. Im Jahr darauf wurde das Unionsterritorium Puducherry gegründet und Puducherry zu dessen Hauptstadt bestimmt. Eine zentrale Rolle bei dem Übergang kam Édouard Goubert zu, der von 1951 bis 1954 Französisch-Indien in der französischen Nationalversammlung vertreten hatte und 1963/64 als erster Chief Minister (Regierungschef) des Unionsterritoriums Puducherry fungierte.
Die ersten Wahlen zur 30 Mitglieder starken Legislativversammlung Pondicherrys fanden 1964 statt. Mit dem 70. indischen Verfassungszusatz, der am 21. Dezember 1991 in Kraft trat, erhielten die gewählten Mitglieder der Legislativversammlung von Pondicherry das Stimmrecht im Wahlkollegium bei Präsidentschaftswahlen. Außerdem ist das Unionsterritorium seit 1964 mit einem Abgeordneten auch in der Rajya Sabha, dem Staatenhaus des indischen Parlaments vertreten. Damit entspricht der Status Puducherrys relativ weitgehend dem eines kleinen Bundesstaats. Jedoch fehlen hierzu noch wichtige Kompetenzen im Bereich der Finanzautonomie, so dass immer wieder Forderungen nach voller Bundesstaatlichkeit aufkommen.
Nach dem Erdbeben im Indischen Ozean 2004 war auch Puducherry von dem verheerenden Tsunami betroffen, der insgesamt rund 165.000 Todesopfer in Süd- und Südostasien forderte. Die Stadt selbst blieb von größeren Schäden verschont, da sie durch den Uferdamm vor der neun Meter hohen Flutwelle geschützt wurde; 25 Menschen starben aber auf der Strandpromenade. Deutlich schwerer betroffen waren die Fischerdörfer der Umgebung. Im Distrikt Puducherry wurden insgesamt 107 Tote geborgen.

## Bevölkerung

### Bevölkerungsstruktur

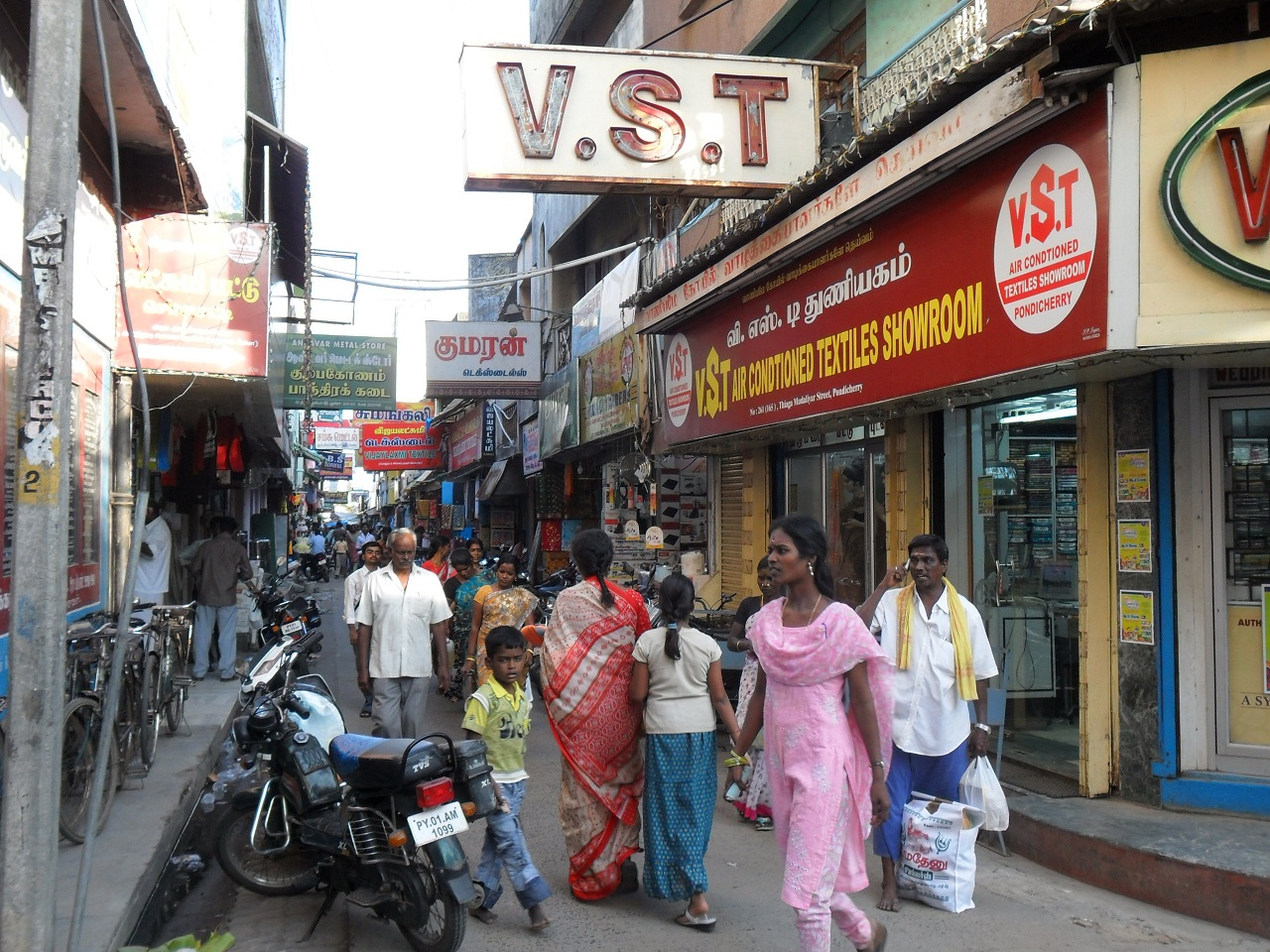
Straßenszene in Puducherry

Nach der Volkszählung 2011 hat Puducherry 244.377 Einwohner in der eigentlichen Stadt bzw. 657.209 in der Agglomeration. Von der Bevölkerung Puducherrys sind 9,7 Prozent sechs Jahre alt oder jünger. Die Geschlechterverteilung ist ausgeglichen: Auf 1000 Männer kommen 1046 Frauen. Die Alphabetisierungsrate liegt in Puducherry mit 89 Prozent über dem nationalen Durchschnitt von 74 Prozent für Gesamtindien bzw. 85 Prozent für die städtische Bevölkerung (Volkszählung 2011). 11 Prozent der Einwohner sind Angehörige niederer Kasten (Scheduled Castes). Im Allgemeinen sind die sozialen Indikatoren recht positiv, dennoch stellen Armut und prekäre Lebensbedingungen auch in Puducherry ein Problem dar. Ein Sechstel der Einwohner der Stadt lebt in Slums.
Da Frankreich bei der Rückgabe seiner Kolonie an Indien den Bewohnern die Möglichkeit gab, die französische Staatsbürgerschaft zu behalten oder zu erwerben, gibt es heute rund 7000 Einheimische, die französische Staatsbürger sind. Weitere 20.000 aus Puducherry stammende Menschen leben in Frankreich. Es gibt in Puducherry auch zahlreiche Inder, die aus anderen indischen Bundesstaaten stammen. Die meisten von ihnen sind als Arbeitsmigranten, viele auch wegen des Sri Aurobindo Ashrams nach Puducherry gekommen.

### Bevölkerungsentwicklung
Im Jahr 1948 betrug die Einwohnerzahl Puducherrys noch knapp 60.000. Nach dem Anschluss an Indien wuchs die Stadt schnell an. Das Bevölkerungswachstum hat in den letzten Jahren abgenommen, da in dem bereits dicht besiedelten Stadtgebiet kaum noch Raum für weiteres Wachstum ist. Dagegen konzentriert sich das Wachstum auf die Vororte. Zwischen 2001 und 2011 stagnierte die Einwohnerzahl der Stadt Puducherry, während der gesamte Ballungsraum im gleichen Zeitraum eine Zunahme der Bevölkerung um 30 Prozent erlebte. Hierzu trägt vor allem die Einwanderung in die städtischen Zentren bei.
| Jahr                      | 1961   | 1971    | 1981    | 1991    | 2001    | 2011    |
| Einwohner (Stadt)         | 51.762 | 133.570 | 162.639 | 203.065 | 241.773 | 244.377 |
| Einwohner (Agglomeration) | 51.762 | 154.945 | 251.420 | 401.437 | 505.959 | 657.209 |

### Sprache

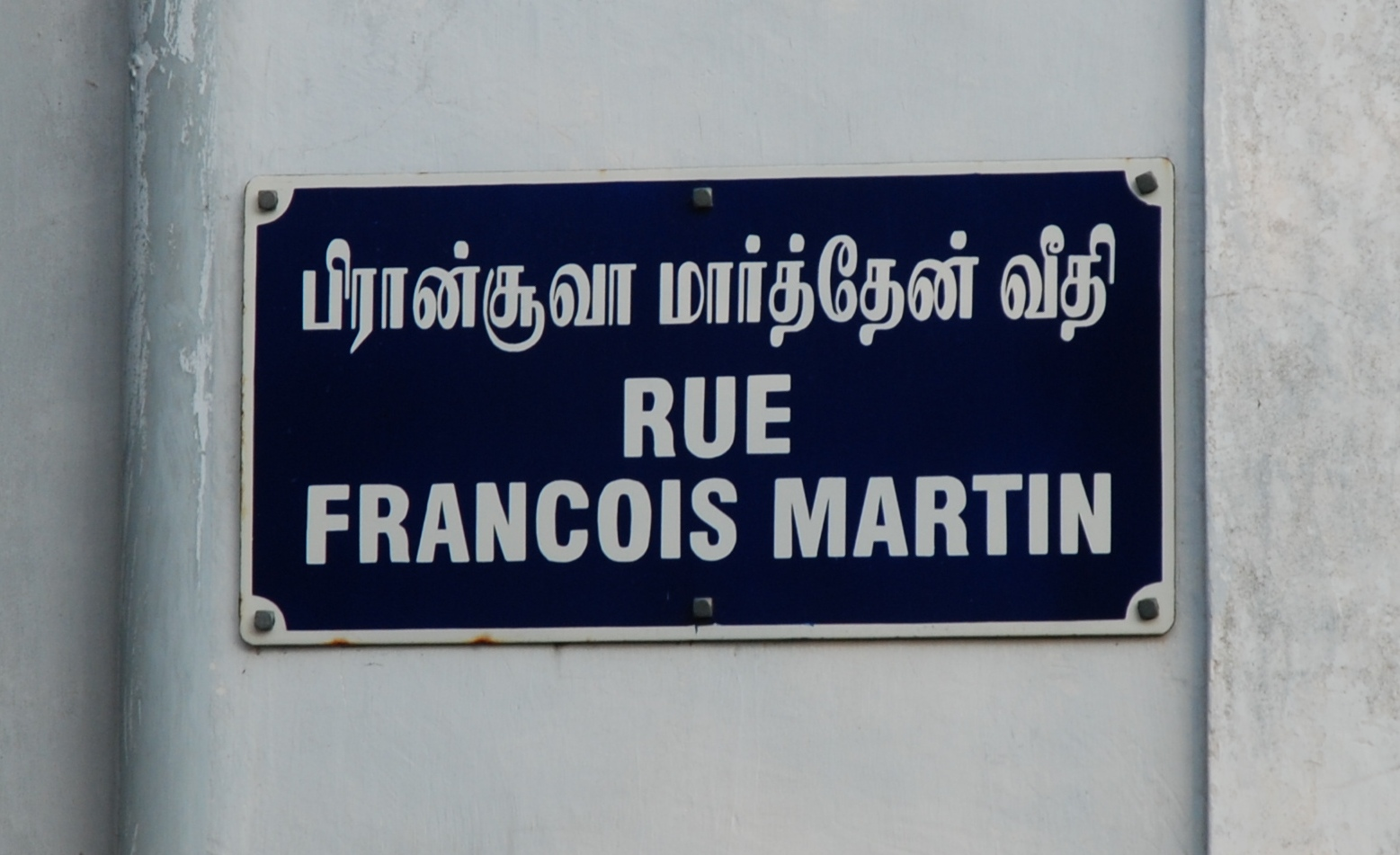
Zweisprachiges Straßenschild auf Tamil und Französisch

Wie im umliegenden Tamil Nadu ist Tamil die vorherrschende Sprache in Puducherry. Nach der Volkszählung 2001 wird es von 92 Prozent der Bevölkerung der Stadt Puducherry als Muttersprache gesprochen. Daneben gibt es wie in vielen Orten des benachbarten Tamil Nadu eine alteingesessene telugusprachige Minderheit, die gut 3 Prozent der Bevölkerung ausmacht. Ein Teil der Muslime Puducherrys, rund 1,5 Prozent der Gesamtbevölkerung, spricht Urdu als Muttersprache. Der Rest entfällt auf verschiedene Sprachen, die unter der aus anderen Teilen Indiens zugewanderten Bevölkerung verbreitet sind.
Als wichtigste Bildungs- und Verkehrssprache dient mittlerweile wie in ganz Indien das Englische. Aber auch das Französische hat als Relikt der Kolonialzeit noch eine starke Stellung in Puducherry. Als Muttersprache spricht es nur eine verschwindend kleine Minderheit – rund 200 Einheimische mit französischer Staatsbürgerschaft und 600 in Puducherry ansässige Menschen aus dem französischen Mutterland. Französische Fremdsprachenkenntnisse sind aber recht weit verbreitet. Zudem dient das Französische neben Tamil und Englisch als Amtssprache, auch Straßenschilder und ähnliches sind oft noch auf Französisch beschriftet.

### Religion
Unter den Einwohnern der Stadt Puducherry stellen nach der Volkszählung 2011 Hindus mit 83 Prozent die Mehrheit. Als Resultat der französischen Kolonialzeit gibt es eine größere Minderheit von Christen, größtenteils römisch-katholischen Glaubens. Ihr Anteil ist durch die Zuwanderung aus anderen Teilen Indiens zurückgegangen, heute machen sie 11 Prozent der Stadtbevölkerung aus. Puducherry ist Sitz des Erzbistums Pondicherry-Cuddalore der römisch-katholischen Kirche in Indien. Das Erzbistum umfasst Puducherry sowie die Distrikte Cuddalore und Viluppuram. Ferner sind ihm die Suffragandiözesen Dharmapuri, Kumbakonam, Salem und Tanjore unterstellt. Muslime stellen in der Stadt Puducherry mit 5 Prozent eine kleinere Minderheit. Die Muslime Puducherrys sind zum größten Teil Sunniten der hanafitischen Rechtsschule. 0,7 Prozent entfallen auf andere Religionen.

## Wirtschaft und Infrastruktur

### Wirtschaftsstruktur

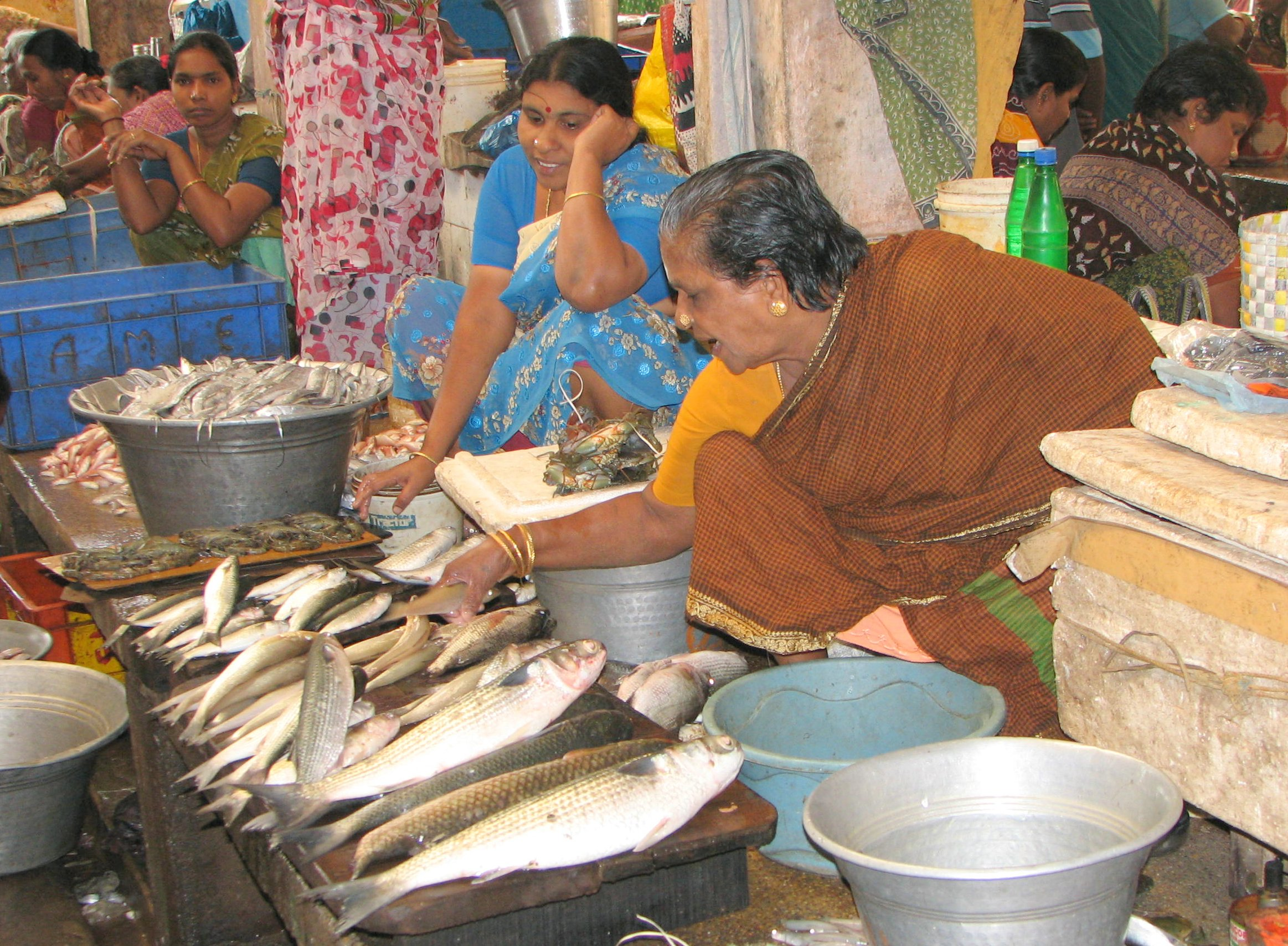
Auf dem Fischmarkt von Puducherry

Zu den traditionellen Wirtschaftszweigen von Puducherry gehört die Textilindustrie. Die qualitativ hochwertigen Produkte werden auch auf den Weltmarkt exportiert. Die Fertigung und der Ausfuhr von hochwertigen Lederprodukten ist inzwischen zum Hauptexportartikel geworden. Beträchtlich ist auch der Fischfang vor der Küste mit einer Menge von 40.000 Tonnen jährlich. In der Landwirtschaft werden neben den traditionellen Produkten auch Blumen, medizinische und aromatische Pflanzen angebaut und vermarktet. Die Bedeutung der IT-Branche ist in den letzten Jahren kontinuierlich gestiegen.
Der Fremdenverkehr ist für die Wirtschaft Puducherrys von Bedeutung. Die Anzahl der Übernachtungen ist in den letzten Jahren kontinuierlich gestiegen. Im Jahr 2007 besuchten knapp 800.000 einheimische und rund 58.000 ausländische Touristen Puducherry. Dies bedeutete einen Zuwachs von knapp einem Viertel gegenüber dem Vorjahr. Dazu kommen noch täglich 25.000–30.000 Tagesbesucher. Während Puducherry für internationale Touristen wegen des schönen Stadtbildes, des Aurobindo-Ashrams und des guten Angebots an Hotels und Restaurants attraktiv ist, spielt für die Tagesbesucher aus dem benachbarten Tamil Nadu vor allem der Einkaufstourismus, nicht zuletzt wegen der niedrigeren Alkoholsteuern, eine Rolle.

### Verkehr

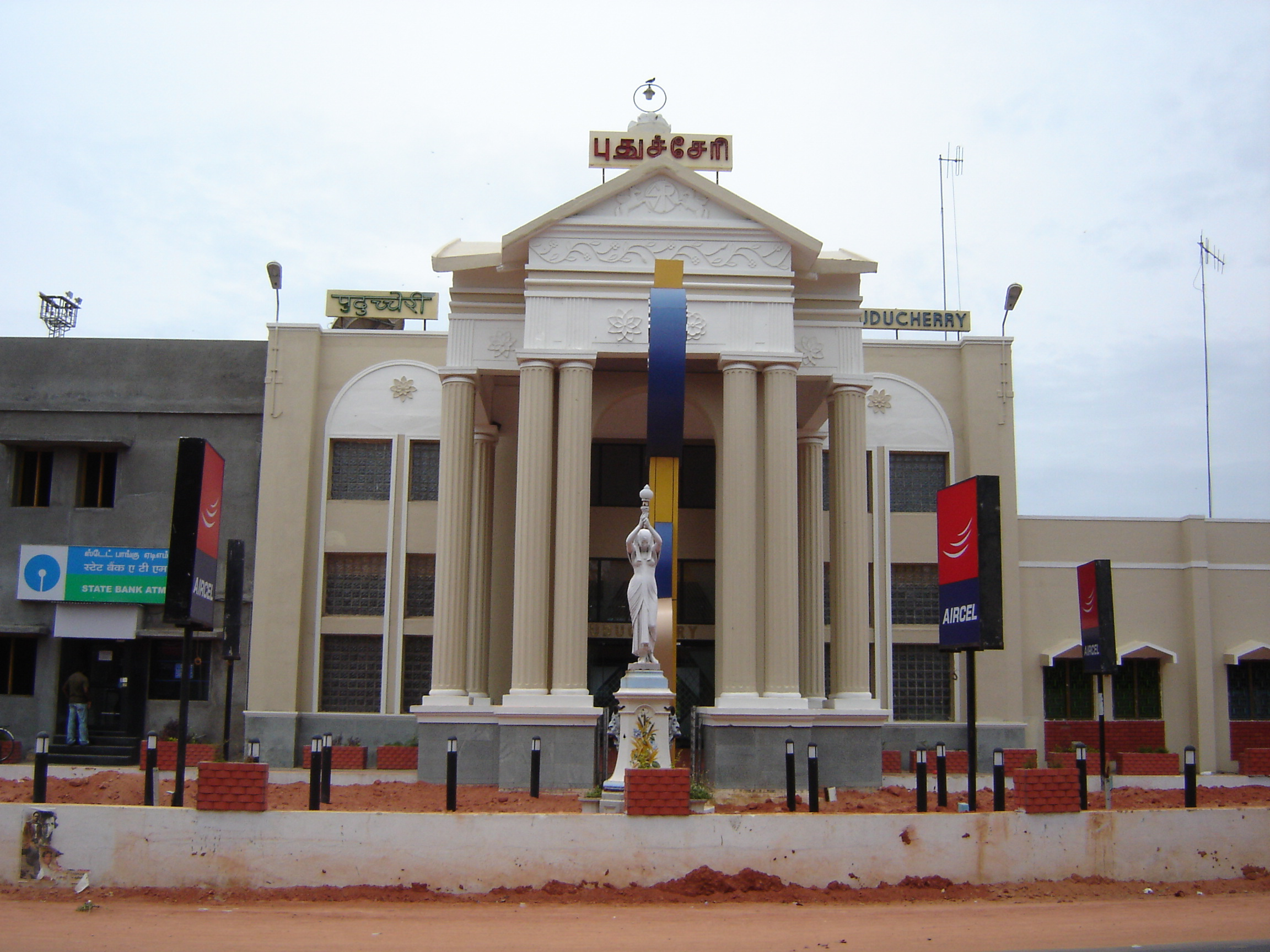
Der Bahnhof von Puducherry

Durch Puducherry führen der National Highway 45A und die East Coast Road (ECR). Der National Highway 45A zweigt im landeinwärts gelegenen Viluppuram vom National Highway 45 ab, führt nach Puducherry und dann parallel zur Küste südwärts nach Nagapattinam. Die ECR verläuft ebenfalls parallel zur Küste nordwärts in Richtung Chennai. Sie wurde 1998 geschaffen, indem mehrere kleinere Straßen entlang der Küste verbunden und ausgebaut wurden, und ist vor allem für ihre landschaftliche Schönheit bekannt. Mittelfristig ist geplant, die Straße vierspurig auszubauen. Eine alternative Strecke nach Chennai führt über das landeinwärts gelegene Tindivanam über den National Highway 45. Orte in der näheren und mittleren Umgebung sind durch Überlandbusse an Puducherry angebunden. Die Busse fahren vom zentralen Busbahnhof westlich des Stadtzentrums ab.
Der Bahnhof von Puducherry befindet sich am Südrand der Innenstadt. Da Puducherry abseits der Hauptstrecken am Ende einer Nebenstrecke liegt, die vom Eisenbahnknotenpunkt Viluppuram abzweigt, verfügt die Stadt über keine besonders guten Bahnverbindungen.
Puducherry verfügt über einen eigenen Flughafen fünf Kilometer nördlich des Zentrums, auf dem derzeit (Mai 2015) Linienflüge von und nach Bangalore verkehren. Der nächste größere Flughafen ist der internationale Flughafen Chennai. Der Hafen von Puducherry ist nur von untergeordneter Bedeutung. In den letzten Jahren legten pro Jahr maximal 45 Schiffe an, das Handelsvolumen schwankte zwischen ca. 20.000 und 100.000 Tonnen (zum Vergleich: in Chennai, dem zweitgrößten Hafen Indiens, werden jährlich 57 Millionen Tonnen Fracht umgesetzt).

### Bildung
Puducherry ist Standort mehrerer Bildungseinrichtungen. Die Universität Pondicherry (Pondicherry University) ist eine sogenannte „zentrale Universität“, d. h. eine von 25 indischen Hochschulen, die von der Zentralregierung unterhalten werden. Die Universität Pondicherry wurde 1985 gegründet. Ihr über drei Quadratkilometer großer Campus befindet sich außerhalb der Stadt rund elf Kilometer nördlich. Das medizinische Forschungsinstitut Jawaharlal Institute of Postgraduate Medical Education & Research (JIPMER) geht zurück auf die 1823 von den Franzosen gegründete École de Médecine de Pondichéry. 1956 wurde es von der indischen Regierung übernommen, seinen heutigen Namen trägt das JIPMER seit 1964. Das sprach- und kulturwissenschaftliche Forschungsinstitut Puducherry Institute of Linguistics and Culture (PILC) untersteht der Regierung des Unionsterritoriums Puducherry.
Daneben ist Puducherry Standort mehrerer französischer Forschungs- und Kulturinstitutionen: Mit dem vom französischen Staat unterhaltenen Institut Français de Pondichéry (IFP) und einer Zweigstelle der École française d’Extrême-Orient (EFEO) befinden sich in der Stadt zwei Forschungsinstitute, die sich den Disziplinen Indologie, Sozialwissenschaften und Ökologie widmen. Seit 2005 gehören die in der IFP und EFEO aufbewahrten shivaitischen Manuskripte von Pondicherry zum Weltdokumentenerbe der UNESCO. Ferner unterhält die Alliance française eine Niederlassung in Puducherry, welche Französisch-Sprachkurse und ein Kulturprogramm anbietet.

## Kultur und Sehenswürdigkeiten

### Stadtbild und Architektur

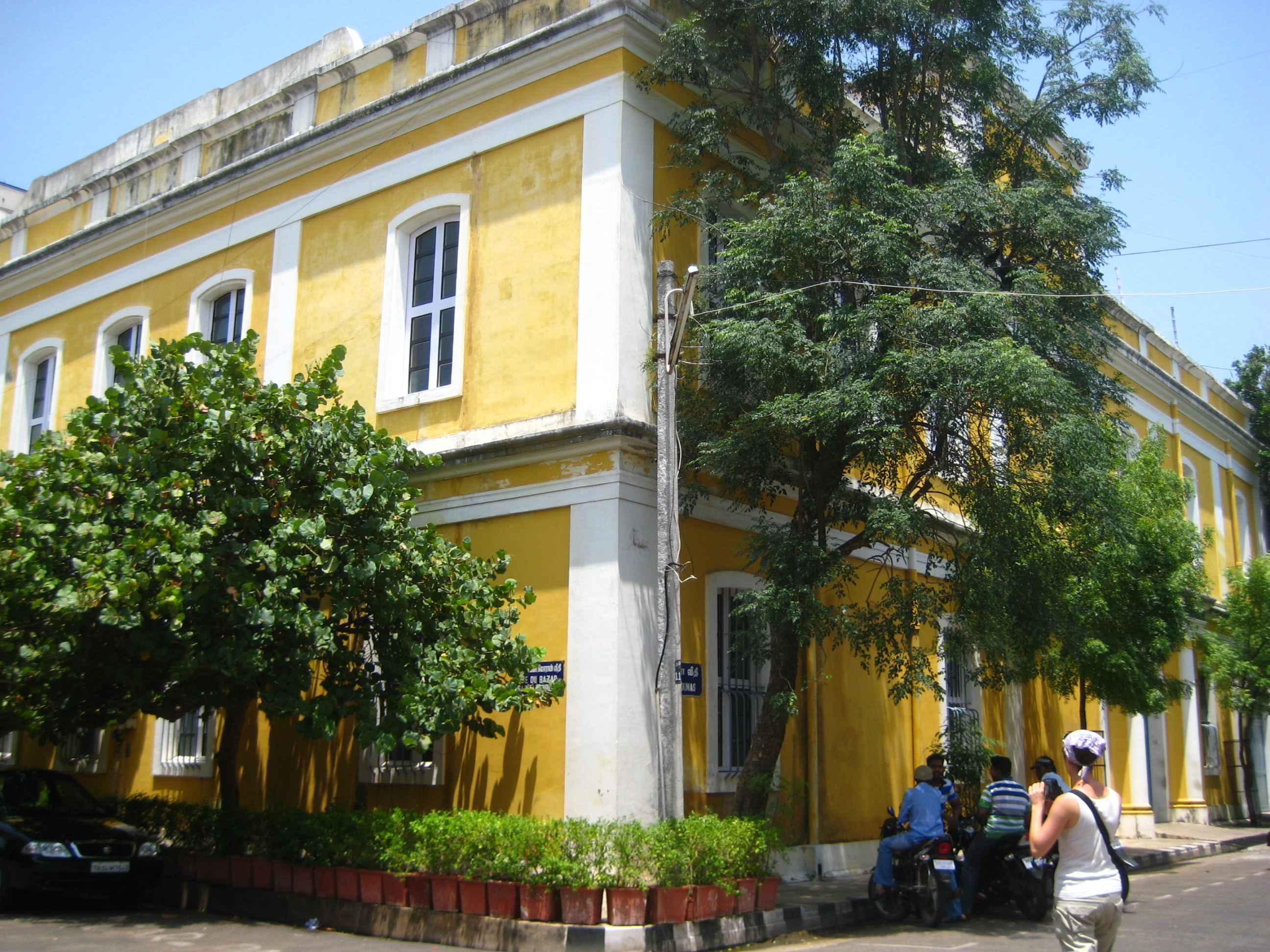
Kolonialarchitektur im French Quarter (Gebäude der EFEO)

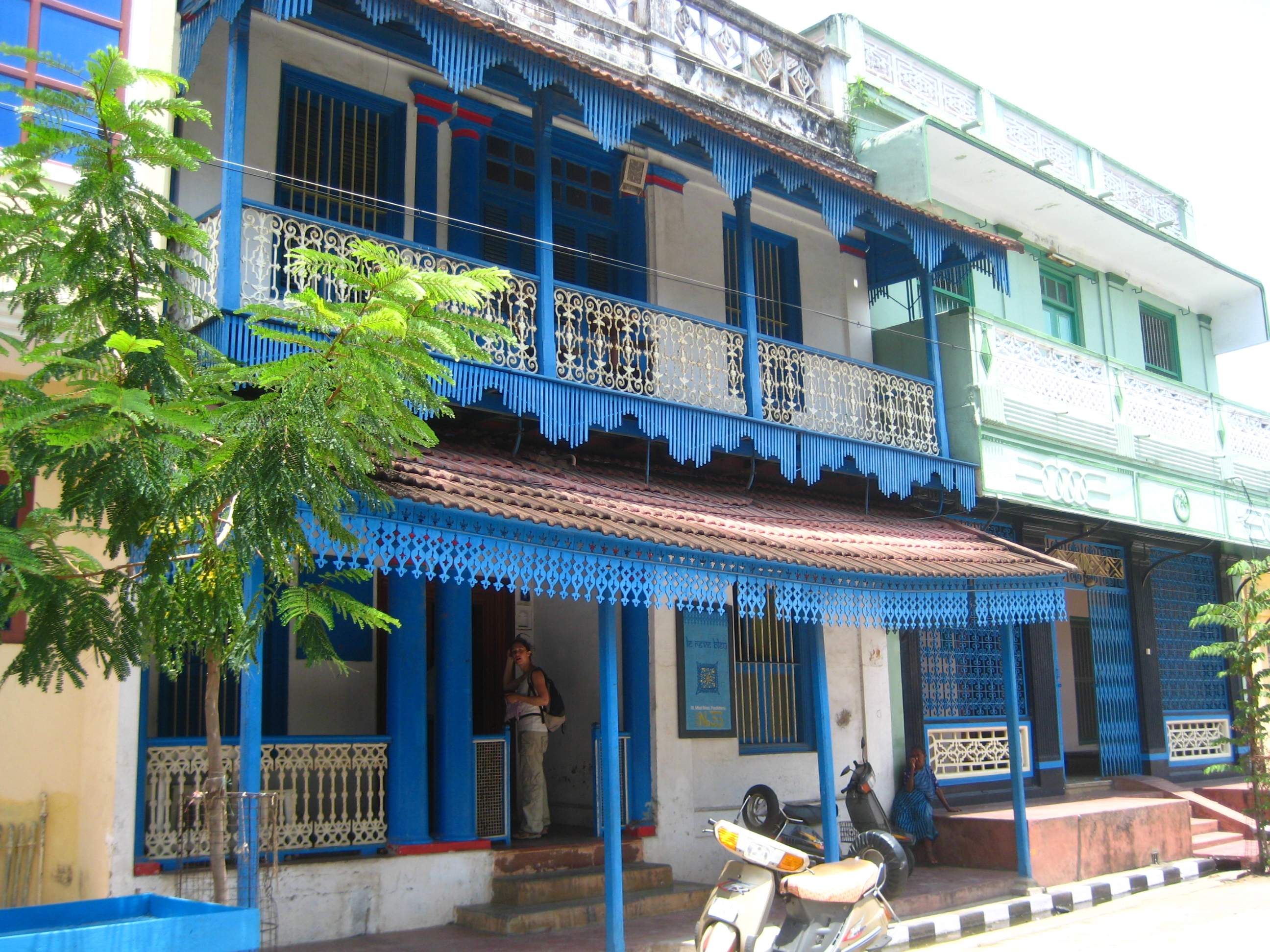
Traditionelles tamilisches Haus

Im östlichen, dem Meer zugewandten Teil Puducherrys zwischen dem Kanal und der Strandpromenade liegt das sogenannte French Quarter. Dieser Teil Puducherrys ist stark von der kolonialen Vergangenheit der Stadt geprägt. Im French Quarter haben sich zahlreiche Bauten, sowohl öffentliche Gebäude als Privathäuser, im französischen Kolonialstil des 18. und 19. Jahrhunderts erhalten. Durch seine historische Architektur und die baumbestandenen Straßen strahlt das French Quarter eine ruhige und zugleich mondäne Atmosphäre aus. Dank zahlreicher Hotels, Cafés und europäischer Restaurants erfreut es sich vor allem bei Touristen und in Puducherry ansässigen Westlern großer Beliebtheit.
Die Kolonialbauten im French Quarter orientieren sich am Vorbild französischer Stadthäuser, sind aber an die lokalen Begebenheiten angepasst. Die Wohnhäuser sind meist nach einem ähnlichen Schema aufgebaut. Die Hauptfassade öffnet sich in der Regel zu einem im rechten Winkel zur Straße angelegten Garten, eine hohe Umfassungsmauer mit einem sorgfältig ausgeführten Eingangstor schottet den privaten Bereich vom öffentlichen Straßenraum ab. Die Häuser verfügen über Flachdächer mit Dachterrassen, die Fassaden werden durch vertikale Pilaster und horizontale Gesimse gegliedert. Zu den architektonisch bedeutendsten öffentlichen Bauten aus der Kolonialzeit zählen das Hôtel de ville (Rathaus) und der 1766–69 erbaute Raj Niwas (ehemalige Residenz des Gouverneurs von Französisch-Indien). Ebenfalls im French Quarter befinden sich das Pondicherry Museum, in welchem antike Ausgrabungsfunde aus Arikamedu, eine Sammlung von Skulpturen und Exponate aus der Kolonialzeit ausgestellt sind, sowie die Romain-Rolland-Bibliothek, eine der ältesten öffentlichen Bibliotheken Indiens.
Auch im „indischen“ Teil Puducherrys finden sich neben modernen Zweckbauten noch viele gut erhaltene alte Wohnhäuser im traditionellen tamilischen Baustil. Im Gegensatz zu den französischen Häusern öffnen sich diese zur Straße hin. Vor dem Haus bilden eine Veranda (talvaram), deren Dach durch Holzpfeiler gestützt wird, und eine erhöhte Plattform mit gemauerten Sitzbänken (tinnai) einen halböffentlichen Raum, in dem Besucher empfangen werden können. Im Inneren des Hauses sind die Räume um einen offenen Innenhof herum angeordnet. Eine Besonderheit Puducherrys sind die Bauten, die Elemente der tamilischen und französischen Architektur verbinden. Meist handelt es sich um zweistöckige Bauten, deren Untergeschoss dem tamilischen Typ mit talvaram und tinnai entspricht, während das Obergeschoss französische Stilelemente aufweist. Das bedeutendste Beispiel für diesen französisch-tamilischen Mischstil ist das 1735 erbaute Haus Ananda Rangapillais, eines tamilischen Beamten in französischen Diensten, der der Nachwelt vor allem als Tagebuchautor bekannt wurde.

### Strandpromenade

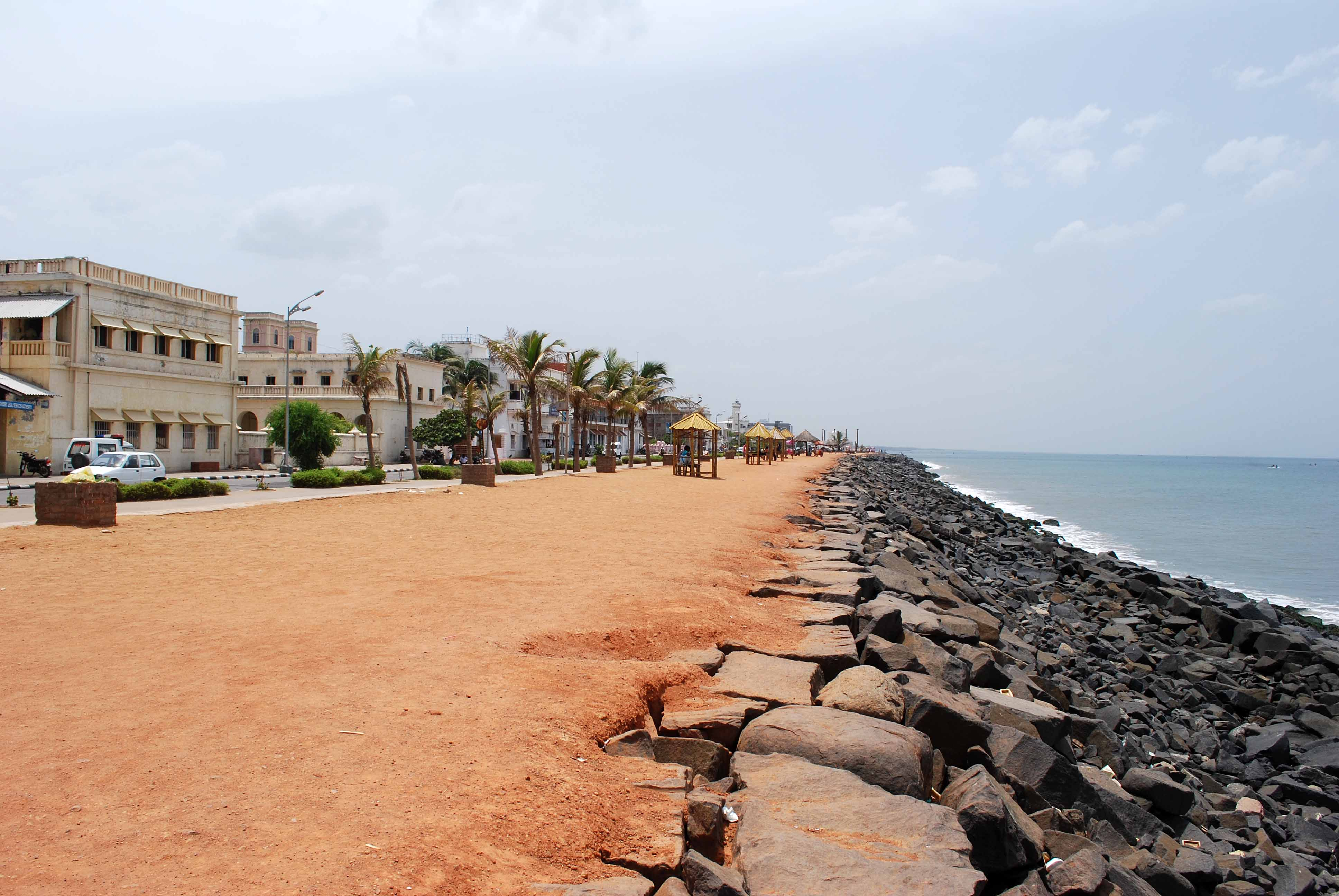
Die Strandpromenade (2006)

Am Meeresufer Puducherrys verläuft die Straße Goubert Salai (ehemals Beach Road) mit einer knapp zwei Kilometer langen Strandpromenade zur Seeseite hin. Die Strandpromenade ist die beliebteste Flaniermeile Puducherrys und wird vor allem an Wochenenden, wenn die Goubert Salai für den Verkehr gesperrt ist, gleichermaßen von Einwohnern der Stadt wie Touristen in großen Zahlen bevölkert. Der ursprünglich vorhandene Sandstrand verschwand durch Küstenerosion, nachdem die Fertigstellung eines neuen Hafens im Jahr 1989 die Strömungsverhältnisse entlang der Küste geändert hatte. Anstelle des Strands verblieb nur eine aus aufgeschütteten Felsbrocken bestehende Ufermauer, die dem Strand den Beinamen Rock Beach bescherte. Durch ein Strandaufschüttungsprojekt wurde der Sandstrand 2021 wiederhergestellt.
In der Mitte der Promenade befindet sich ein Denkmal für Mahatma Gandhi. Das vier Meter hohe Standbild Gandhis steht unter einem Pavillon und wird von acht Granitpfeilern umgeben, die aus der Festungsstadt Gingee stammen. Ursprünglich befand sich an der Stelle der Gandhi-Statue ein Denkmal für den französischen Gouverneur Joseph François Dupleix. Die Dupleix-Statue wurde 1870 aufgestellt und nach der indischen Unabhängigkeit an einen weniger repräsentativen Ort am Südende der Strandpromenade verlegt. Nicht weit entfernt von der Gandhi-Statue befindet sich ein Denkmal Jawaharlal Nehrus, das ebenfalls von Granitpfeilern umgeben ist. Auf dem Platz vor dieser Statue finden während des ganzen Jahres kulturelle, musikalische und kommerzielle Veranstaltungen statt. Ebenfalls an der Strandpromenade befindet sich der alte Leuchtturm von 1836.

### Sri Aurobindo Ashram und Auroville

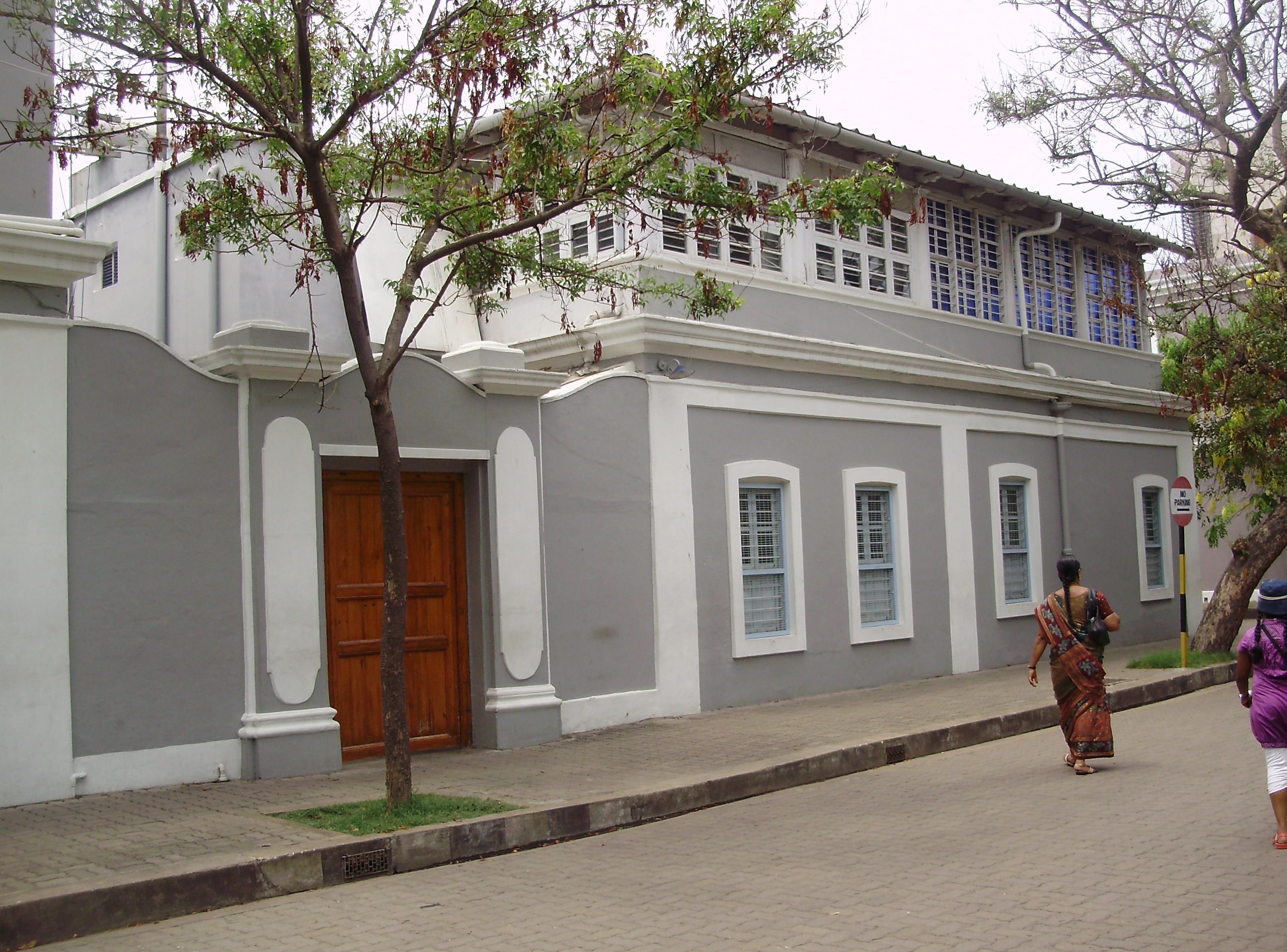
Der Sri Aurobindo Ashram in Puducherry

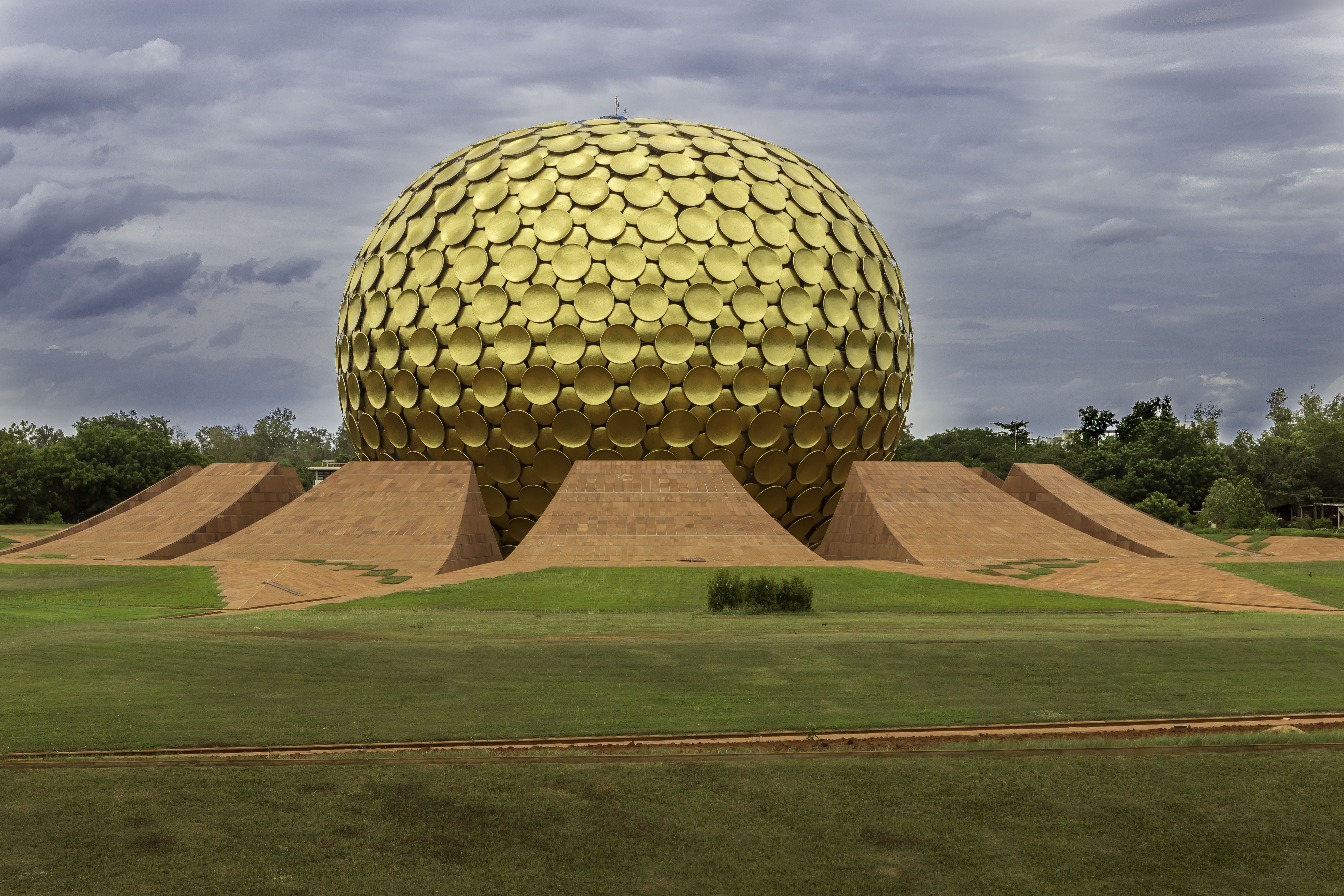
Das Matrimandir in Auroville

Puducherry ist Standort des 1926 gegründeten Sri Aurobindo Ashrams. Wegen seiner Aktivitäten in der indischen Unabhängigkeitsbewegung den britischen Kolonialherren unliebsam geworden, wurde der bengalische Philosoph und Mystiker Aurobindo Ghose (Sri Aurobindo) 1910 in das französisch verwaltete Pondicherry verbannt. Hier ging Aurobindo spirituellen Neigungen nach. Er
entwickelte die Lehre vom Integralen Yoga und gründete mit der Französin Mirra Alfassa einen Ashram. Aurobindo und Alfassa, die von ihren Anhängern „Die Mutter“ (The Mother) genannt wird, sammelten eine immer größere Schar von Jüngern, darunter viele Europäer, um sich. Darunter war Fritz Winkelstroeter alias Medhananda, der 42 Jahre in Puducherry lebte.
1968 gründeten Mitglieder des Sri Aurobindo Ashrams unter der Führung von Mira Alfassa die Modellstadt Auroville als ein utopisches Wohn-, Lebens- und Bewusstseinsexperiment. Auroville liegt 8 km nördlich von Puducherry und hat heute rund 2000 Einwohner. Der Entwurf für die Stadt stammt von dem französischen Architekten Roger Anger. Er war für 50.000 Einwohner konzipiert und ist erst teilweise verwirklicht worden. Im Zentrum Aurovilles steht das Matrimandir („Tempel der Mutter“), ein futuristisch anmutendes Bauwerk in Form einer goldenen, sphärisch abgeflachten Kugel, das als Ort der Meditation und Kontemplation dient. Ein Besucherzentrum zeigt in einer ständigen Ausstellung die Geschichte und Philosophie der Ansiedlung und informiert über aktuelle Projekte und Aktivitäten der Bewohner.
Heute ist der Sri Aurobindo Ashram nicht nur ein Anziehungspunkt für zahlreiche spirituell interessierte Reisende, sondern auch ein bedeutender Wirtschaftsfaktor in Puducherry. Neben Schulen, Bibliotheken und Krankenhäusern gehören dem Ashram auch zahlreiche Werkstätten, Läden und Immobilien. Das Hauptgebäude des Sri Aurobindo Ashrams befindet sich in der Rue de la Marine und ist der Öffentlichkeit zugänglich. Im zentralen Hof befindet sich das Samadhi oder Mausoleum von Aurobindo und „Der Mutter“.

### Sakralbauten

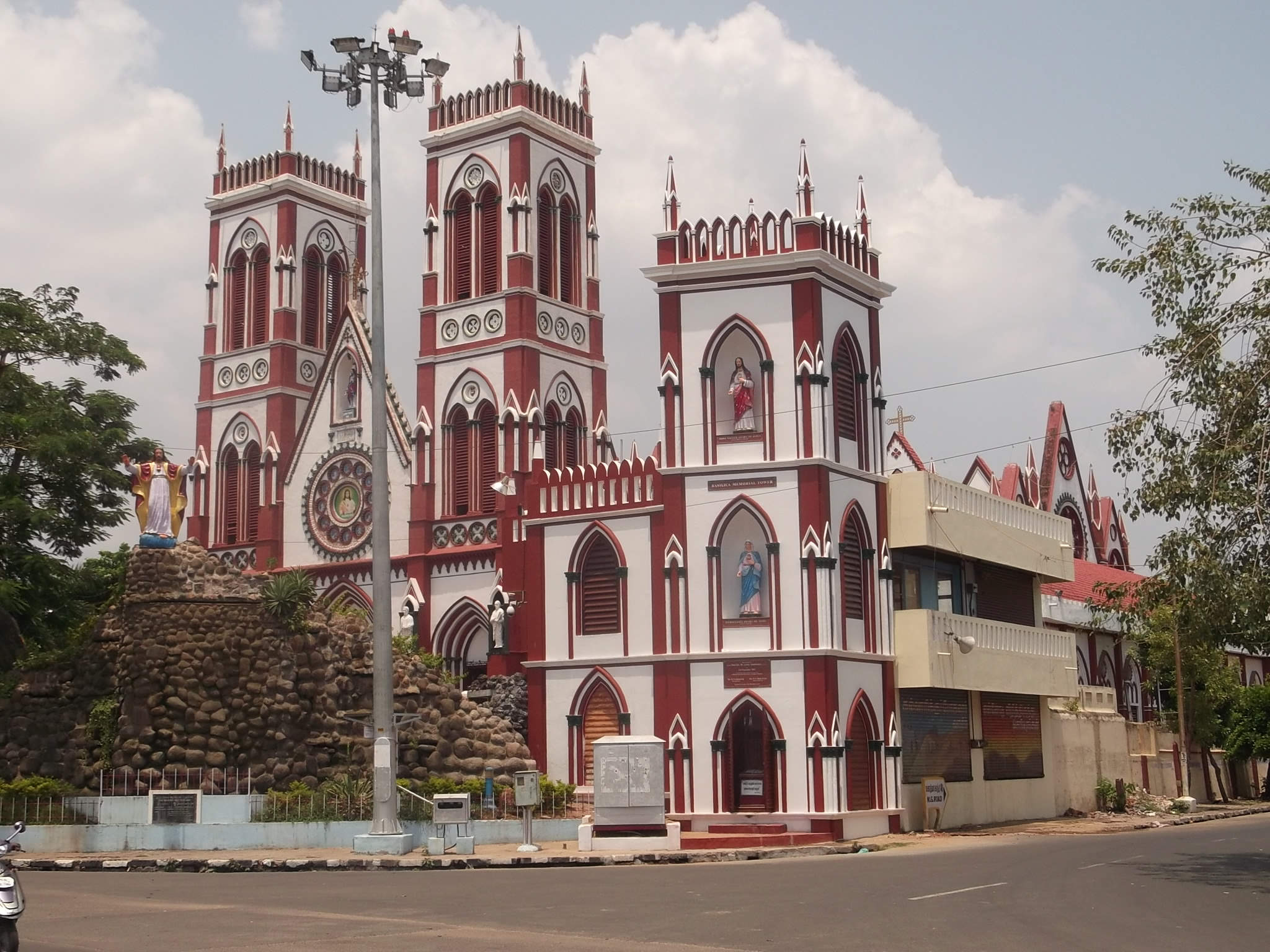
Basilica of the Sacred Heart

Von der kolonialen Vergangenheit Puducherrys zeugen mehrere bedeutende katholische Kirchen. Die im Stadtzentrum an der Mission Street gelegene Immaculate Conception Cathedral (Notre Dame de la Conception Immaculée) ist der Bischofssitz des Erzbistums Pondicherry und Cuddalore. Die barocke Kirche ist der unbefleckten Empfängnis Mariä geweiht und wurde 1791 an der Stelle eines in den Kriegen gegen die Briten zerstörten Vorgängerbaus erbaut. Die größte Kirche Puducherrys ist die 1902–07 im neugotischen Stil errichtete Basilica of the Sacred Heart (Sacré Cœur) am Südrand der Innenstadt. Die 1855 erbaute Kirche Our Lady of Angels (Notre Dame des Anges) in der Dumas Street unweit der Strandpromenade vertritt den Stil der Neorenaissance.
Verglichen mit den Tempelstädten Tamil Nadus ragen die Hindu-Tempel Puducherrys weder durch ihre religiöse Bedeutung noch in architektonischer Hinsicht heraus. Der älteste hinduistische Tempel der Stadt ist der Varadaraja-Perumal-Tempel am Nordende der Mahatma Gandhi Road. Er ist dem Gott Vishnu geweiht und geht auf das 12. Jahrhundert zurück. In unmittelbarer Nachbarschaft liegt der Vedapureeswarar-Tempel, der Shiva gewidmet ist. Im Stadtzentrum nördlich des Parks liegt der dem Gott Ganesha geweihte Manakula-Vinayagar-Tempel. Die wichtigste Moschee der Stadt ist die Jamai-Moschee in der Mulla Street im muslimischen Viertel im Süden der Innenstadt.

### Parks und Grünanlagen

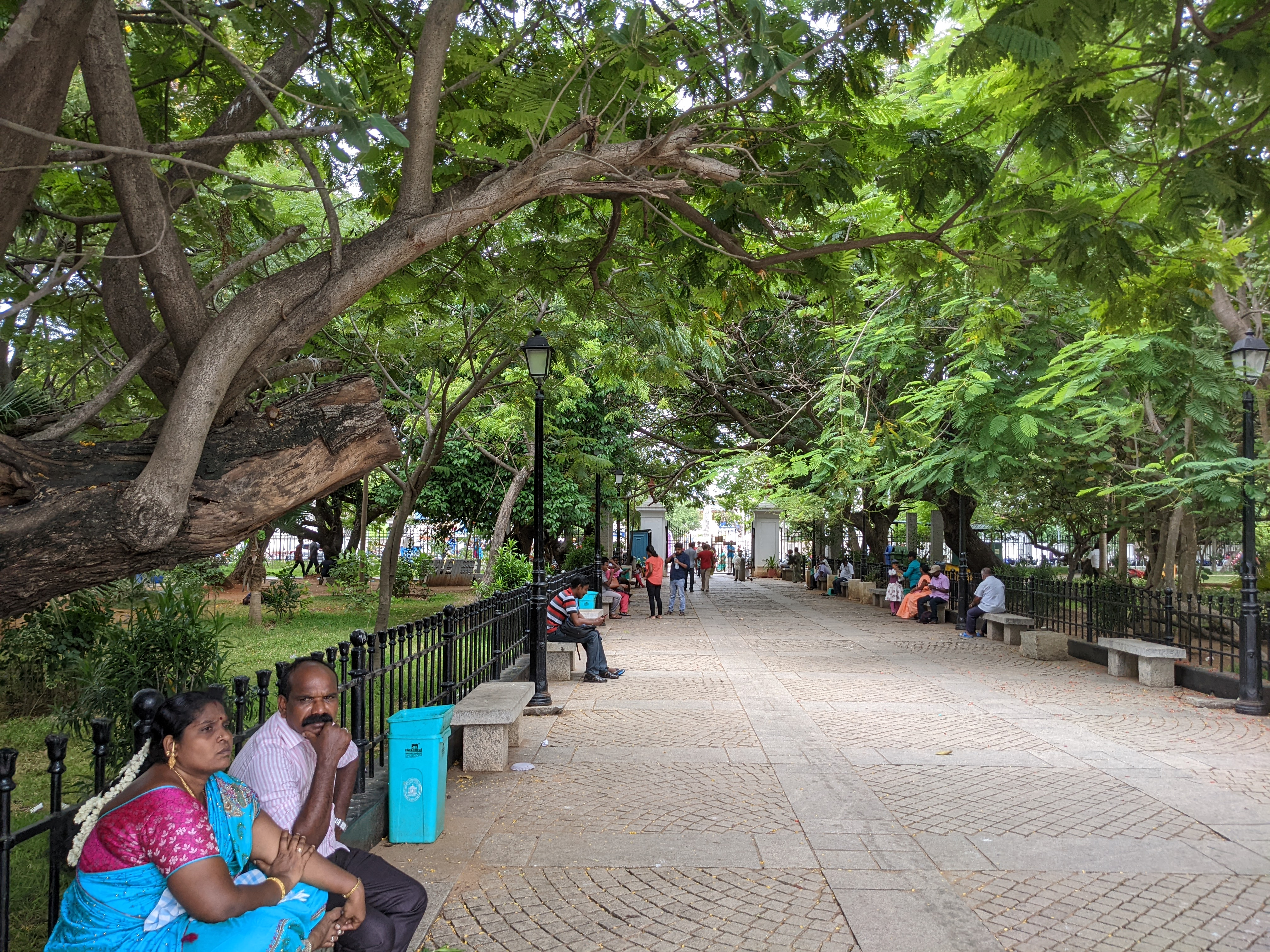
Bharati-Park (Government Park)

Im Zentrum Puducherrys befindet sich der großzügig angelegte Bharati-Park (ehemals Government Park). Den Mittelpunkt der Parkanlage bildet das Park Monument (Aayi Mandapam). Das strahlend weiße Monument im Stil des Klassizismus wurde während der Regierungszeit Kaiser Napoleons III. (1852–70) errichtet und gilt als ein Wahrzeichen Puducherrys. Um das Park Monument rankt sich eine Legende, der zufolge Krishnadevaraya, der König von Vijayanagar, im 16. Jahrhundert bei Puducherry geweilt haben und an einem hell erleuchteten Haus vorbeigekommen sein soll. Weil er es für einen Tempel hielt, suchte der König das Gebäude auf. Als er aber feststellte, dass es sich in Wahrheit um das Haus einer Kurtisane namens Aayi handelte, war er sehr beschämt und verärgert. Um den König zu besänftigen, riss Aayi ihr Haus ab und baute an seine Stelle ein Wasserreservoir. Dieses soll im 19. Jahrhundert den Franzosen gedient haben, um die Trinkwasserprobleme Puducherrys zu lösen. Angeblich habe Napoleon III. von der Geschichte des Reservoirs gehört und daraufhin angeordnet, Aayi zu Ehren ein Denkmal zu errichten.
Am Südwestrand der Innenstadt befindet sich eine zweite große Grünanlage, der Botanische Garten. Er wurde 1826 von den Franzosen angelegt und ist rund neun Hektar groß. Neben zahlreichen exotischen Pflanzen beherbergt der botanische Garten auch ein Aquarium und eine Parkeisenbahn. Der botanische Garten diente auch als Drehort für den fiktiven Zoo von Puducherry im Hollywood-Film Life of Pi: Schiffbruch mit Tiger (2011).

### Museen

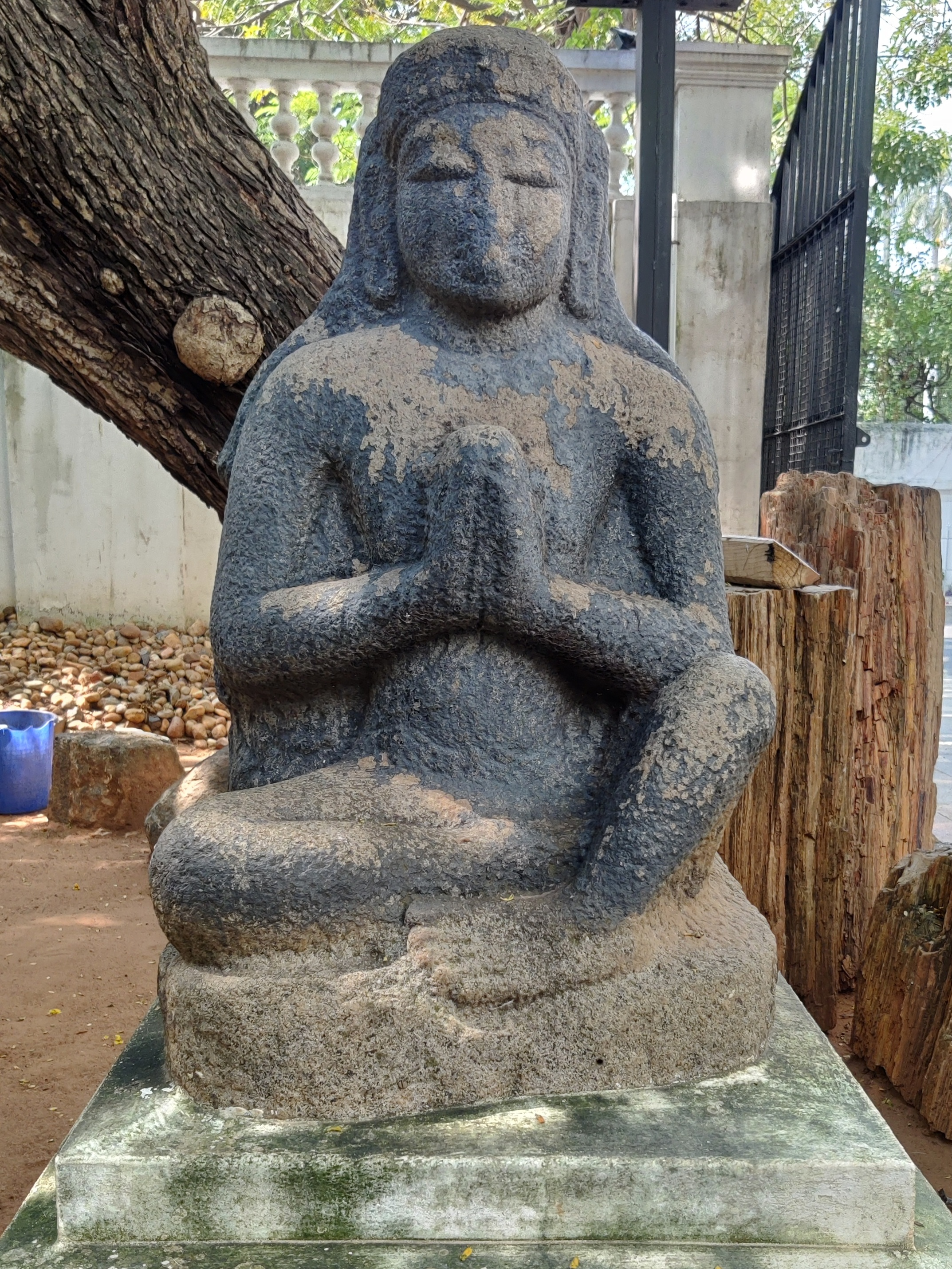
Skulptur im Garten des Government Museums

Das Government Museum unweit des Bharati-Parks beherbergt eine Sammlung von historischen Objekten aus der Geschichte Puducherrys, angefangen mit römischer Keramik aus der Ausgrabungsstätte von Arikamedu über Skulpturen aus der Pallava-, Chola- und Vijayanagar-Zeit bis hin zu Einrichtungsgegenständen aus der französischen Kolonialzeit.
Das Haus in der Eswaran Dharamaraja Koil Street, in dem der Dichter Subramaniya Bharati während seines Exils in Puducherry von 1908 bis 1918 lebte, beherbergt heute ein Museum, das über das Leben Bharatis informiert.

### Feste und Veranstaltungen
Außer den gesamtindischen Feiertagen wie dem Unabhängigkeitstag und tamilischen Festen wie Pongal wird in Puducherry als Erinnerung an die französische Vergangenheit der Stadt auch am 14. Juli der Jahrestag des Sturms auf die Bastille gefeiert. Im Monat August fallen drei für Puducherry wichtige Jahrestage auf einen kurzen Zeitraum: Der 15. August ist sowohl der indische Unabhängigkeitstag als auch der Geburtstag Sri Aurobindos, zu dem es viele Aurobindo-Anhänger nach Puducherry zieht. Am 16. August wird wiederum an den endgültigen Anschluss von Puducherry an Indien im Jahr 1962 erinnert. Diese Feiertagsaison wird mit dem dreitägigen Fête de Pondicherry begangen. Ferner veranstaltet die Stadt Puducherry seit 1993 jedes Jahr im Januar ein mehrtägiges Internationales Yogafestival mit Teilnehmern aus aller Welt.

## Söhne und Töchter der Stadt
- André-François Boureau-Deslandes (1689–1757), französischer Schriftsteller und Philosoph
- Louis-François de Bausset-Roquefort (1748–1824), katholischer Geistlicher, Kardinal
- Édouard Goubert (1894–1979), Politiker
- Yvon Ambrose (* 1942), katholischer Geistlicher, Bischof von Tuticorin
- N. Rangasamy (* 1950), Politiker
- Kalki Koechlin (* 1984), Schauspielerin